# Oedancala crassimana
Oedancala crassimana är en insektsart som först beskrevs av Fabricius 1803.  Oedancala crassimana ingår i släktet Oedancala och familjen Pachygronthidae. Inga underarter finns listade i Catalogue of Life.